# Maurice de Broglie

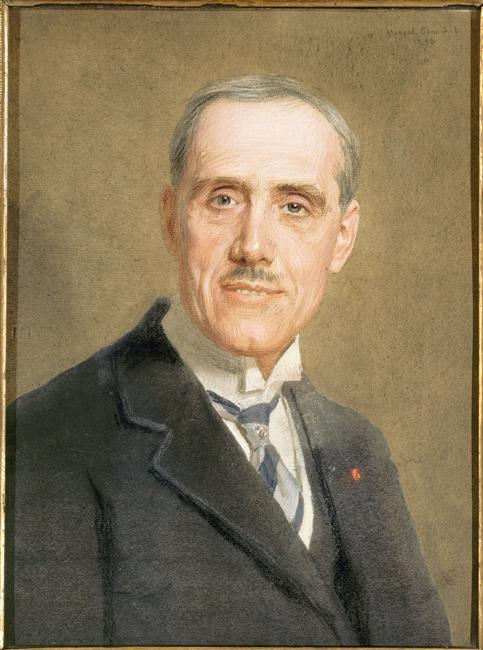
Maurice de Broglie (Gemälde von Marcel Baschet, 1932)

Louis-César-Victor-Maurice de Broglie (* 27. April 1875 in Paris; † 14. Juli 1960 in Neuilly-sur-Seine, Département Hauts-de-Seine), bekannt als Maurice de Broglie, war ein französischer Physiker. Er entstammte der französischen Adelsfamilie der Herzöge de Broglie und war älterer Bruder des Physik-Nobelpreisträgers Louis de Broglie.

## Leben und Wirken
Er war der älteste Sohn von Louis-Alphonse-Victor de Broglie. 1901 heiratete er in Paris Camille Bernou de Rochetaillée (1883–1966). Sie hatten eine Tochter, Laure, die am 17. November 1904 geboren wurde, aber schon im Alter von 6 Jahren am 12. Juni 1911 verstarb.
Nachdem er die École Navale als Offizier verlassen hatte, verbrachte Maurice de Broglie neun Jahre auf einem Kanonenboot. Während seines Dienstes begann er sich für Physik zu interessieren und forschte auf dem Gebiet des Elektromagnetismus. Entgegen den Wünschen seiner Familie verließ er 1904 die Marine, um eine wissenschaftliche Laufbahn zu verfolgen, studierte bei Paul Langevin in Paris und erhielt 1908 seinen Doktorgrad.
Maurice de Broglie erforschte Röntgen-Beugung und Spektroskopie. Im Ersten Weltkrieg arbeitete er für die Marine an drahtloser Nachrichtenübertragung. Nach dem Krieg nahm er seine Forschung im eigenen Laboratorium wieder auf. Er arbeitete auch gelegentlich mit seinem jüngeren Bruder Louis zusammen, der seiner Laufbahn als Physiker folgte und, zum Teil basierend auf gemeinsamen Studien, große Berühmtheit erlangte. 1921 veröffentlichten sie gemeinsam einen Artikel. Im Gegensatz zum Theoretiker Louis war Maurice immer als Experimentalphysiker tätig.
Er wurde 1924 Mitglied der Académie des sciences und wurde 1934 in die Académie française als Nachfolger des Historikers Pierre de La Gorce gewählt. 1942 übernahm er den Lehrstuhl für Physik am Collège de France von seinem Doktorvater Paul Langevin, als dieser vom Vichy-Regime entlassen wurde. Er behielt den Lehrstuhl nur bis 1945, da Langevin nach dem Ende der Besatzung wieder eingesetzt wurde. 1928 erhielt er die Hughes-Medaille der Londoner Royal Society und wurde am 23. Mai 1940 auch als Mitglied gewählt. Seit 1927 war er korrespondierendes Mitglied der Sowjetischen Akademie der Wissenschaften. Im Dezember 1945 wurde er zum Mitglied (Élu associé) der Académie royale des Sciences, des Lettres et des Beaux-Arts de Belgique gewählt.